# Ниман, Херберт
Зигфрид Херберт Ниман (нем. Siegfried Herbert Niemann; 12 декабря 1935, Бернбург — 19 февраля 1991, Берлин) — восточно-германский дзюдоист, 4-кратный чемпион ГДР (1958, 1962, 1963, 1965), чемпион (1961, 1962, 1964, 1965), серебряный (1961) и бронзовый (1963) призёр чемпионатов Европы, бронзовый призёр чемпионатов Европы 1964—1966 годов в командном зачёте, участник летних Олимпийских игр 1964 года в Токио. Выступал в тяжёлой (свыше 80-93 кг) и абсолютной весовых категориях.
На Олимпиаде немец выступал в категории свыше 80 кг. На групповой стадии он последовательно проиграл советскому спортсмену Анзору Кикнадзе, голландцу Йопу Гауэлеу и выбыл из борьбы за медали, заняв 11-е место в итоговом протоколе.
В 1991 году совершил самоубийство.